# Brady Murray
Braden „Brady“ Murray (* 17. August 1984 in Brandon, Manitoba) ist ein US-amerikanisch-kanadischer Eishockeyspieler, der zuletzt beim HC Lugano in der Schweizer National League A unter Vertrag stand. Da er seine erste Spiellizenz in der Schweiz löste, während sein Vater Andy Murray Trainer des EV Zug war, fiel er im Schweizer Spielbetrieb nicht unter das Ausländerkontingent.

## Karriere
Murray war zunächst von 2001 bis 2002 für die Eishockeymannschaft der Shattuck St. Mary’s im High-School-Ligensystem der Vereinigten Staaten aktiv. Im Anschluss ging er in der kanadischen Juniorenliga British Columbia Hockey League bei den Salmon Arm Silverbacks aufs Eis, bei denen er in 59 Partien insgesamt 101 Scorerpunkte erzielte. In den Jahren 2005 bis 2007 spielte der Offensivakteur für die University of North Dakota in der National Collegiate Athletic Association.
Da sein Vater Andy gute Kontakte zur Schweizer Eishockeyszene und insbesondere zum damaligen Trainer der Rapperswil-Jona Lakers Bill Gilligan unterhielt, erhielt Brady Murray im Herbst 2005 ein Vertragsangebot der Lakers, bei denen er nach Anlaufschwierigkeiten durchaus zu überzeugen vermochte und in seiner zweiten Saison in 38 Spielen der Qualifikation 32 Punkte erzielte.
Diese Entwicklung blieb auch den Scouts der Los Angeles Kings, welche den Stürmer beim NHL Entry Draft 2003 in der fünften Runde an insgesamt 152. Position ausgewählt hatten, nicht verborgen und so beorderten sie Murray nach dem Ende der Saison 2006/07 in die National Hockey League. Allerdings gelangt der Durchbruch in Nordamerika nicht und Murray absolvierte lediglich vier NHL-Partien. Den Rest der Saison bestritt er beim Farmteam der Los Angeles Kings, den Manchester Monarchs, in der American Hockey League.
Nach diesem Abstecher nach Nordamerika spielt Murray seit der Saison 2008/09 wieder in der Schweizer National League A für den HC Lugano. Sein persönlicher Punkterekord in einer Partie der National League A datiert vom 5. Dezember 2008, als er gegen den EHC Biel vier Tore und einen Assist verbuchte.
Sein jüngerer Bruder Jordan stand ab März 2012 ebenfalls beim HC Lugano unter Vertrag.
Im Januar 2015 wurde Murray bis Saisonende an die Kloten Flyers ausgeliehen.

### International
Auf internationaler Ebene vertrat Murray die US-amerikanische Nationalmannschaft bei der U20-Junioren-Weltmeisterschaft 2004, wobei der Angreifer in sechs Partien auflief und zwei Treffer zum Goldmedaillengewinn beisteuerte.

## Erfolge und Auszeichnungen
- 2004 WCHA All-Rookie Team
- 2004 WCHA Rookie of the Year

### International
- 2004 Goldmedaille bei der U20-Junioren-Weltmeisterschaft